# William Carroll Hilborn
William Carroll Hilborn, kanadski letalski častnik, vojaški pilot in letalski as, * 1899, Alexandria, Britanska Kolumbija, Kanada, † 26. avgust 1918, Italija (KIFA).
Stotnik Hilborn je v svoji vojaški službi dosegel 7 zračnih zmag.

## Življenjepis
Med prvo svetovno vojno je bil pripadnik 28., 45. in 66. eskadrilje Kraljevega letalskega korpusa.
Letel je z Sopwith Camel.

## Odlikovanja
- Distinguished Flying Cross (DFC)